# Зейтун (Мальта)
Зейтун (мальт. Iż-Żejtun) — город на Мальте, административный центр одноимённого муниципалитета.

## История
В средневековье местность, где сейчас расположен город Зейтун — на юге острова Мальта — называлась «le terre di Santa Caterina» (ит. — Земли святой Екатерины). Тогда итальянский был официальным языком на острове. В 1614 году город подвергся нападению турецких пиратов и самостоятельно смог отбить нападавших. Нападения пиратов были частым явлением в то время. Во время французской морской блокады в 1799—1801 годах город не играл значительной роли, здесь располагались лишь казармы мальтийского войска.
Во время Первой мировой войны здесь располагались многочисленные госпитали, в которых лечили раненых французских и британских солдат. Благодаря этим госпиталям возникло прозвище для Мальты — «средиземноморская медсестра». С обретением независимости город значительно разросся.
За последние 50 лет город известен ожесточенными политическими столкновениями, которые в 1987 году вылились в настоящую уличную битву между сторонниками националистической партии Partid Nazzjonalista и лейбористами (Malta Labour Party), которая развернулась на центральной улице города Tal-Barrani.

## Достопримечательности

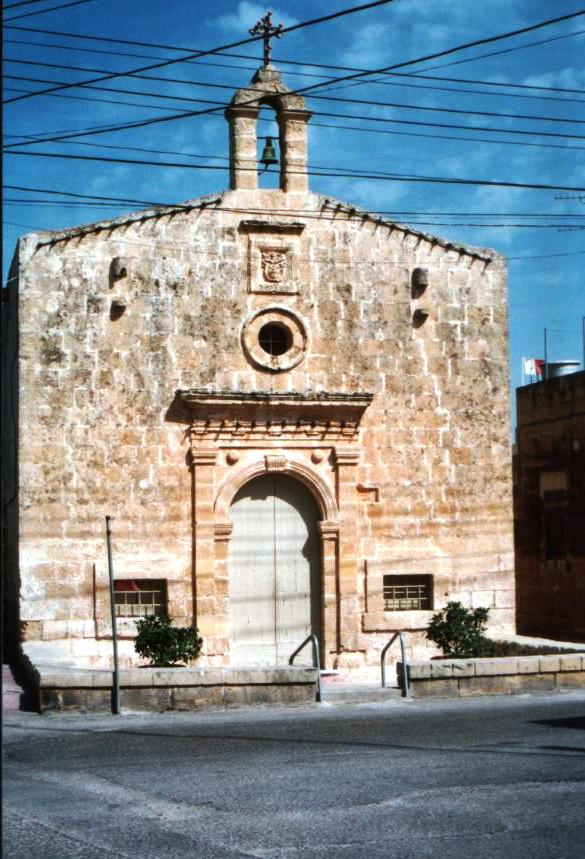
Капелла Клеменса, построенная 1622 года

В городе сохранились немногочисленные памятники римского времени, в частности одна римская вилла. Здесь расположена церковь, посвященная святой Екатерине Александрийской, которая строилась с 1622 по 1720 год. На окраине города сохранилась предыдущая церковь святой Екатерины, которая сейчас носит имя святого Георгия. В городе есть немало капелл, например капелла святого Клеменса, капелла Спасителя, капелла Вознесения, Святого Духа и тому подобное.